# Fritz Rudolf Fries
Fritz Rudolf Fries (geboren 19. Mai 1935 in Bilbao, Spanien; gestorben 17. Dezember 2014 in Petershagen/Eggersdorf, Ortsteil Petershagen) war ein deutscher Schriftsteller, Dolmetscher und Übersetzer.

## Leben
Fritz Rudolf Fries’ Vater war ein Kaufmann, der als Soldat im Zweiten Weltkrieg von italienischen Partisanen erschossen wurde. Seine Mutter war spanischer Abstammung. 1942 zog die Familie von Bilbao nach Leipzig, wo Fries die Bombardierungen der Stadt erlebte.
Nach dem Studium der Anglistik, Romanistik und Hispanistik bei Werner Krauss und Hans Mayer an der Karl-Marx-Universität Leipzig wurde er freischaffender Übersetzer aus dem Englischen, Französischen und Spanischen (Calderón, Cervantes, Neruda, Buero Vallejo u. a.), Dolmetscher (unter anderem in Prag und Moskau) und Schriftsteller. Außerdem machte er sich als Herausgeber einer vierbändigen Borges-Ausgabe einen Namen. Von 1960 bis 1966 arbeitete er als Assistent bei Werner Krauss an der Akademie der Wissenschaften der DDR in Berlin. 1964 reiste er nach Kuba.
Sein erster Roman Der Weg nach Oobliadooh fand in der DDR keine Druckgenehmigung und erschien unter Vermittlung von Uwe Johnson 1966 im Suhrkamp Verlag in der Bundesrepublik. Die (West-)Schriftstellerin Gabriele Wohmann bemerkte:
„Fries widerlegte die Vorstellung vom handwerklich ungeschickten, thematisch eingeengten, formal vorsichtigen und bieder erzählenden DDR-Schriftsteller“.
Seine Karriere als Schriftsteller in der DDR verlief nicht bruchlos. Nachdem sein erster Roman im Westen erschienen war, verlor er 1966 seine Arbeitsstelle in der Ost-Berliner Akademie der Künste. Auch später verweigerte sich Fries dem von der SED gewünschten sozialistischen Realismus. Weil seine Werke aber auch keine explizite DDR-Kritik enthielten, konnte er freischaffend als Autor von Büchern und Hörspielen und als Übersetzer arbeiten. Zu seinen Werken gehören u. a. Gedichte über historische Persönlichkeiten wie Nicolás Guillén, Paul Gauguin und Pablo Picasso.
1972 wurde Fries Mitglied des PEN-Zentrums der DDR und kurz darauf in dessen Präsidium gewählt. Im selben Jahr warb ihn das Ministerium für Staatssicherheit als Spitzel an. Sein Deckname als Inoffizieller Mitarbeiter lautete Pedro Hagen. Diese Tätigkeit endete 1985.
Nachdem er diese Zuarbeit als IM für die Staatssicherheit 1996 selbst offengelegt hatte, trat er aus allen Vereinigungen, deren Mitglied er war, aus (P.E.N., Akademie der Künste in Berlin, Bayerische Akademie der Schönen Künste, Deutsche Akademie für Sprache und Dichtung). Die für den 21. Juni 1996 angesetzte Verleihung des Hörspielpreises der Kriegsblinden für 1995 des Bundes der Kriegsblinden Deutschlands wurde nach dieser Enthüllung abgesagt.
Es fiel Fries schwer, sich mit diesem Teil seiner Vergangenheit auseinanderzusetzen, was auch sein 2010 erschienener halb-autobiografischer Roman Alles eines Irrsinns Spiel belegt. Hier taucht er in die Familien-Mythen sowie die Zeit seiner Kindheit ein. Damit schließt sich ein Kreis zu seinem ersten Roman Der Weg nach Oobliadooh, der ebenfalls biografisch grundiert von seiner Liebe zum Jazz und dadurch motivierten Ausflügen zu West-Berliner Konzert-Veranstaltungen handelte. Fries’ Romane stehen im Zeichen des Pikaresken, der Phantasie und des Humors.
Fritz Rudolf Fries lebte zuletzt in Petershagen bei Berlin und schrieb noch gelegentlich für das Feuilleton mehrerer Tageszeitungen. Er starb am 17. Dezember 2014 im Alter von 79 Jahren in Petershagen/Eggersdorf, Ortsteil Petershagen (andere Quelle schreibt Berlin).

## Werke
Schriften
- Der Weg nach Oobliadooh. Suhrkamp Verlag, Frankfurt am Main 1966, weitere Ausgabe Berlin : AB – Die Andere Bibliothek 2012, mit einem Essay über "Fritz Rudolf Fries, den Jass und die DDR", beigegeben von Helmut Böttiger, ISBN 978-3-8477-0331-0.
- Der Fernsehkrieg (Erzählungen mit Illustrationen von Nuria Quevedo). Mitteldeutscher Verlag, Halle (Saale) 1969; Suhrkamp Verlag, Frankfurt a. M. 1970; VEB Hinstorff Verlag, Rostock 1975 (2. erw. Aufl.).
- Seestücke. VEB Hinstorff Verlag, Rostock 1973.[11]
- Das Luftschiff. Rostock 1974 / Piper, ISBN 3-492-03428-4.; verfilmt 1983 Regie: Rainer Simon
- Lope de Vega. Leipzig 1977; Insel, 1979, ISBN 3-458-14974-0.
- Der Seeweg nach Indien. Erzählungen. Verlag Philipp Reclam jun. Leipzig, 1978 (Reclams Universal-Bibliothek Band 731)
- Erlebte Landschaft – Bilder aus Mecklenburg, Fritz Rudolf Fries/Lothar Reher, Hinstorff Verlag Rostock, 1979, ISBN 3-356-00279-1
- Alexanders neue Welten. Berlin und Weimar 1982.
- Verlegung eines mittleren Reiches. Berlin 1984.
- Die Väter im Kino. Berlin und Weimar 1989.
- Der Seeweg nach Indien. Gesammelte Erzählungen. Piper, München-Zürich 1991, ISBN 3-492-02453-X.
- Die Nonnen von Bratislava. Piper, München 1994, ISBN 3-492-03655-4.
- Leutzsch als geistige Lebensform ? Zur Topographie einer Vorstadt. In: Leutzsch. Ein Foto-Lesebuch von Falk Brunner und Fritz Rudolf Fries. Connewitzer Verlagsbuchhandlung, Leipzig 1995, ISBN 3-928833-25-1.
- Don Quixote flieht die Frauen oder die apokryphen Abenteuer des Ritters von der traurigen Gestalt. Katzengraben-Presse, Berlin 1995, ISBN 3-910178-20-0. (Limitierte Auflage von 999 Stück, den Vorzugsexemplaren 001-099 ist eine Radierung des Malers und Bühnenbildners Manfred Gruber beigegeben.)
- Im Jahr des Hahns. Tagebücher. G. Kiepenheuer, Leipzig 1996, ISBN 3-378-00591-2.
- Septembersong. Frieden-Vertriebsgemeinschaft, Hamburg 1997, ISBN 3-930325-15-2.
- Der Roncalli-Effekt. G. Kiepenheuer, Leipzig 1999, ISBN 3-378-00624-2.
- Diogenes auf der Parkbank. Erinnerungen. Das Neue Berlin, Berlin 2002, ISBN 3-360-00973-8.
- Hesekiels Maschine oder Gesang der Engel am Magnetberg. Das Neue Berlin, Berlin 2004, ISBN 3-360-01249-6.
- Blaubarts Besitz. Faber & Faber, Leipzig 2005, ISBN 3-936618-72-0.
- Dienstmädchen und Direktricen. Faber & Faber, Leipzig 2006, ISBN 3-936618-83-6.
- Alles eines Irrsinns Spiel. Faber & Faber, Leipzig 2010, ISBN 978-3-86730-115-2.
- Last Exit to El Paso. Roman. Wallstein, Göttingen 2013, ISBN 978-3-8353-1209-8.

Hörspiele und Features
- 1975: Paris oder wie ist es. Regie: Fritz-Ernst Fechner. (Radio-Feature – Rundfunk der DDR)[12]
- 1980: Der fliegende Mann – Regie: Horst Liepach (Biographie – Rundfunk der DDR)
- 1986: Die spanische Nacht – Regie: Horst Liepach (Hörspiel – Rundfunk der DDR)
- 1994: Nellys zweite Stimme oder Gespräche über die Zukunft im Hause Mann. Regie: Peter Groeger. Hörspiel. Prod.: DLR Berlin
- 1995: Frauentags Ende oder Die Rückkehr nach Ubliaduh. Regie: Wolfgang Rindfleisch. Hörspiel. Prod.: MDR
- 2018: Last exit to El Paso. Regie: Wolfgang Rindfleisch. Hörspiel. Prod.: MDR/SWR

## Auszeichnungen und Preise
- 1979: Heinrich-Mann-Preis der Akademie der Künste zu Berlin, (Laudatio von Karl Mickel)
- 1987: Orden de Isabel la Católica
- 1988: Marie Luise Kaschnitz-Preis der Evangelischen Akademie Tutzing
- 1991: Literaturpreis der Stadt Bremen
- 1991: Brandenburgischer Literaturpreis
- 1996: Hörspielpreis der Kriegsblinden